# Родина, Виктория Сергеевна
Виктория Сергеевна Родина (родилась 29 октября 1989, Прохладный, Кабардино-Балкарская АССР, РСФСР, СССР) — российский политический деятель, депутат Государственной думы VIII созыва от партии «Единая Россия» (с 2021 года). Была избрана по федеральному списку от Кабардино-Балкарской республики. Из-за вторжения России на Украину находится в санкционных списках Евросоюза, США, Великобритании и ряда других стран.